# ケイゴイノウエ
ケイゴイノウエは、日本の映像クリエイター・デザイナー・イラストレーターである。METEORA st.に所属している。

## 来歴
大阪府出身。子供の頃からイラストが好きで、ゲーム会社でイラストを描くために大阪芸術大学で油絵を学んだ。
卒業後、イラスト専業での活動はできなかったため、約7年間ゲームスタジオでキャラクターモデラーを勤め上げた。ディレクターの地位を築くまでには年月がかかりすぎると考えていたところ、自分の得意なイラストとシナリオを組み合わせたものを生かせる仕事が漫画家であるという結論を出し、『週刊少年ジャンプ』での連載経験のある漫画家のアシスタントとなった。
自身がストリートダンスを大学生の頃から嗜んでいたことから、リアルアキバボーイズ（RAB）のメンバーとしても活動する株式会社アブストリームクリエイションの社長とダンス活動を繋がったことを機に、アシスタント歴が1年ほどになる頃に声をかけられた。アブストリームクリエイションのダンスバトル大会で優勝経験を複数回持っていたことがきっかけではないかとケイゴ自身は語っている。その後、アブストリームクリエイションに移り、イラストレーターの活動を始めた。
アブストリームクリエイションに参加した当初にイベント・ライブ用の映像を作成する機会があったことから映像作成を学び、のちに映像イラストレーターとして主に活動し始めた。
キズナアイ・Eve・Adoなどのアーティストともコラボレーションしている。KAI-YOUの記事で、ハッシュタグ「#indie_anime」に参加したイラストレーターとして名前が挙げられている。Adobe creative Cloudでは、ゆうたONEとケイゴイノウエがデジタルアート制作術を紹介する動画が公開されている。クリエイターコミュニティ｢インテル® Blue Carpet Club｣のメンバーにも抜擢されている。2022年度のグッドデザイン賞を受賞した「夜のピエロ」360°MVの制作にも携わっている。

## 作品
公式サイトによれば、作品の特徴として
キャラクターを象るシンプルな線と視覚的なエフェクトで近未来的な”ムービーではない未来のイラスト”をテーマに独自のセンスに落とし込み表現する。
ということが挙げられている。また、鮮やかな色使いとして、モーショングラフィックやエフェクトなどを組み合わせたサイバーパンクな世界観のイラストや、日本人形を彷彿させる白い肌に赤・緑・青を使用したサイバー感のあるイラストを描いているとされている。静止画のイラストに動的要素を加えていることから「動くイラストレーション」と作品が評されることがある。ケイゴ自身は、「未来を重視したコンテンツ」を意識して制作していると話している。

## コラボ

### 2020年
- キズナアイ（グッズコラボ）[12]
- 電音部×アニエラ×ケイゴイノウエ コラボTシャツデザイン
- Eve 遊遊冥冥 MV制作

### 2021年
- キズナアイ×#AAAA×ケイゴイノウエ コラボTシャツデザイン
- CY8ER×ケイゴイノウエ コラボTシャツデザイン
- GameVketZero（キービジュアルデザイン）[13]
- キミイロプロジェクト Revenge Tシャツデザイン
- 「4th Aniv.LIVE」 イラスト
- nyatasha nyanners「Foolish Heart」 イラスト
- MV Ado「夜のピエロ」 イラスト
- 「十五少女」 キャラクターデザイン
- Bloodye「FutureWings」 ジャケットイラスト
- ニノミヤユイ「Dark seeks right」 MV制作
- 『EUREKA／交響詩篇エウレカセブン ハイエボリューション』（コラボイラスト）[3]
- 「Kizuna AI & DÉ DÉ MOUSE」コラボレーションEP『Here for you』（楽曲アートワーク）[3]

### 2022年
- 「昭和百年展」 メインビジュアル
- 歌唱特化型AI「キズナ」キャラクターコンセプトアート
- マジック：ザ・ギャザリング（コラボレーション作品）[4][14]
- eSportsチーム「PULVEREX（パルブレックス）」選手二次元キャラクターデザイン
- レトベア「頭ん中DEAD END」　イラスト
- デジタルアート×シーシャBAR「Singlarity Tokyo」　キービジュアル
- ナガノアニエラフェスタ 20-22　キービジュアル
- Atmoph Window 2（コラボレーションプロジェクト）[15]
- NFTプロジェクト「Crypto Pokers」（コラボ）[16]
- サウジアラビア リヤド ジャパンアニメタウン展示会『ジャパンアニメタウン』　イラスト[17]
- MV Ado『FREEDOM』　イラスト[18]
- TVアニメ『うる星やつら』 第2クールエンディング イラスト・アニメーション[19]
- オタクを武器に生きていく (14歳の世渡り術)吉田 尚記 (著)　イラスト[20]
- kzn 1st live 「play with me」 　イラスト[21]

### 2023年
- Apex Legends™『e-elements DREAM MATCH』　キービジュアル[22]

## コンテンツ原案
- 『パペットカルテット』（原案）[23]

## 書籍
- 『VISIONS 2022 ILLUSTRATORS BOOK』（監修: pixiv、掲載、2021年11月17日、ISBN 9784046806734）[24]
- 『ILLUSTRATION 2022』（掲載、2021年12月6日、ISBN 9784798173160）[25]

## 受賞歴
- D&AD Awards「Illustration Animated」　｢夜のピエロ(TeddyLoid Remix)｣